# Reine de cœur (Alice au pays des merveilles)
Pour les articles homonymes, voir Dame de cœur (homonymie).
La Reine de cœur (en version originale : Queen of Hearts) est un personnage fictif du livre pour enfants Les Aventures d'Alice au pays des merveilles (1865) de l'écrivain et mathématicien anglais Lewis Carroll, dans lequel elle apparaît comme l'antagoniste primaire.

## Description
Elle est un monarque acariâtre et tyrannique, que Lewis Carroll décrit comme « une fureur aveugle » (a blind fury), et qui est prompte à prononcer des sentences de condamnation à mort à la moindre infraction. Sa plus célèbre phrase, qu'elle prononce fréquemment, est « Qu'on lui coupe la tête ! ».
La Reine est décrite par Alice comme étant une carte provenant d'un paquet de cartes à jouer, et cependant elle est capable de parler et est le maître du pays, aux côtés du Roi de cœur. Elle est souvent confondue avec la Reine rouge de la suite, De l'autre côté du miroir, bien que les deux soient très différentes.

### Caractère
La Reine de cœur est la reine du pays des merveilles. Cruelle et capricieuse, elle passe son temps à ordonner la décapitation de ceux qui la blessent ou qui l'irritent, sans scrupule et ce, même parmi ses servants. Elle a beaucoup d'affection pour son assistant Ilosovic Stayne, le Valet de Cœur, mais celui-ci ne semble pas ressentir la même chose pour elle. C'est elle qui garde le Berwick, la créature qu'elle utilise pour semer la terreur au Pays des Merveilles. Elle a décapité son ancien mari, le Roi de cœur.

## Au cinéma

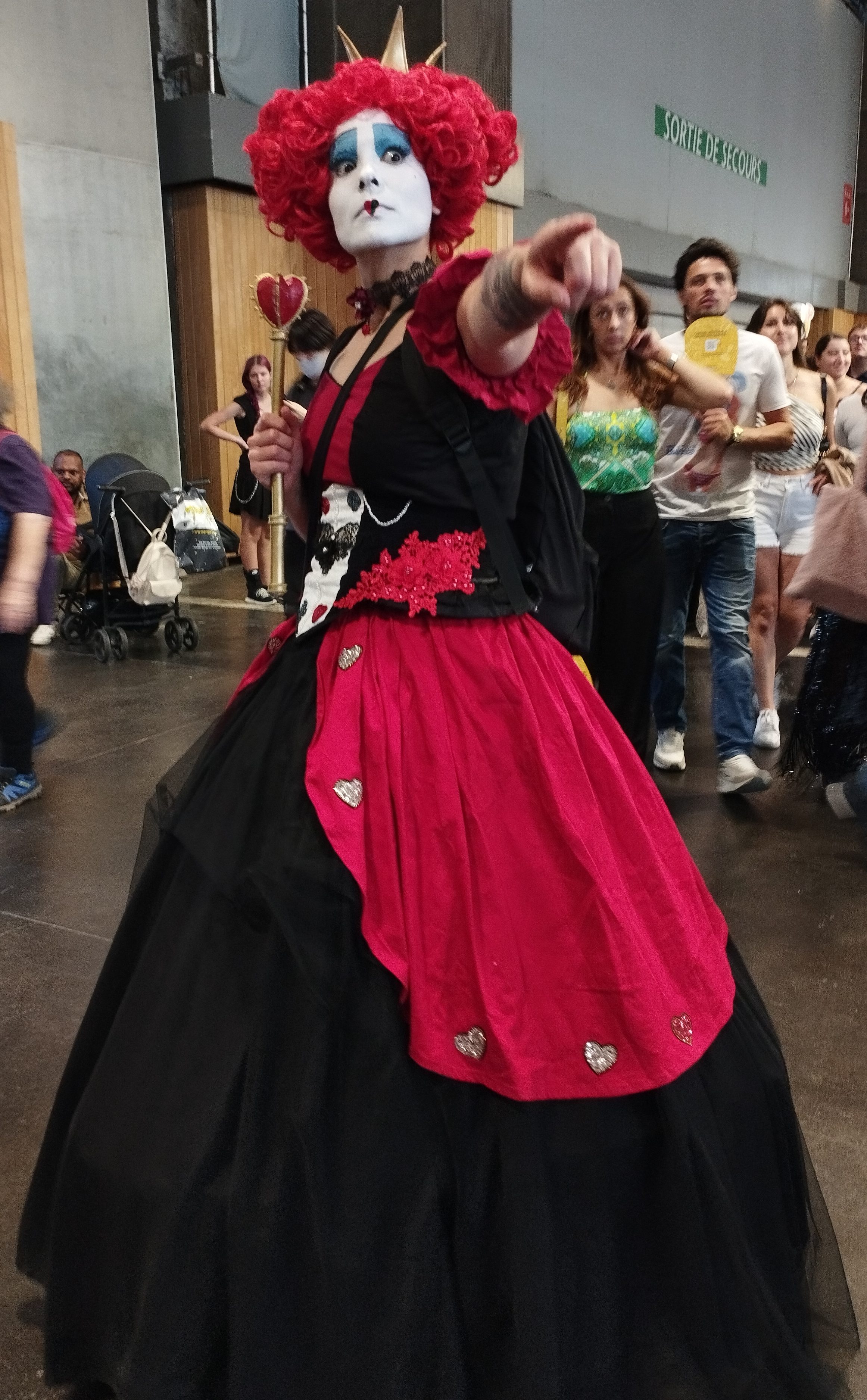
Cosplay de la Reine rouge telle qu'elle est représentée dans le film de Tim Burton.

Dans les films Alice au pays des merveilles de Tim Burton et Alice de l'autre côté du miroir de James Bobin, elle est interprétée par Helena Bonham Carter, et est nommée la Reine rouge. Elle se prénomme Iracibeth et a une sœur, Mirana, la Reine blanche.